# Hans-Wödl-Hütte
Die Hans-Wödl-Hütte ist eine Hütte der Alpinen Gesellschaft Preintaler (AGP) in den Schladminger Tauern im österreichischen Bundesland Steiermark.

## Lage
Die Hütte liegt nördlich des Hüttensees auf einer Höhe von 1533 m etwa 25 Höhenmeter oberhalb des Sees beinahe am Talende des Seewigtals. Die ÖK 50 gibt nur eine Höhe von 1528 m an.

## Geschichte
Die Hütte wurde nach dem Erschließer der Schladminger Tauern und dem damaligen Obmann der Alpinen Gesellschaft Preintaler (AGP), Hans Wödl (1863–1937), benannt. Sie wurde ab 1896 als zweite Schutzhütte der AGP errichtet und am 6. Juni 1897 eröffnet. Ebenso wie die beiden anderen Hütten der AGP war sie nach dem Pott'schen System (Proviantentnahme mit anschließender Erlagscheinbezahlung) konzipiert worden und ab dem Jahre 1903 im Sommer bewirtschaftet.

## Aufstieg
- vom Steirischen Bodensee, 1157 m, Gehzeit 1½ Stunden
- Bahnhof Aich/Assach, Gehzeit 3 Stunden
- Mautstraße ab Ruperting oder Aich, Gehzeit 3 Stunden
- Seilbahn Haus – Hauser Kaibling (über Krummholzhütte), Gehzeit 5 Stunden

## Touren
- Höchstein, 2543 m, Gehzeit 3 Stunden Aufstieg
- Hochwildstelle: 2747 m, Gehzeit 4 Stunden Aufstieg
- Höhenweg zur Planai, 1846 m, Gehzeit 8 Stunden
- möglicher Beginn des Schladminger-Tauern-Höhenwegs bis Obertauern
- 2-Tage-Tour über die Preintalerhütte zur Gollinghütte

## Übergang zu anderen Hütten
- Preintalerhütte, 1656 m, Gehzeit 6 Stunden
- Pleschnitzzinkenhütte, 1927 m, Gehzeit 3¾ Stunden
- Schladminger Hütte, 1830 m, Gehzeit 8 Stunden
- Krummholzhütte, 1838 m, Gehzeit 6 Stunden
- Naturfreundehaus Kaiblingalm, 1784 m, Gehzeit 5 Stunden